# Seicheles nos Jogos Olímpicos de Verão de 2012
Seicheles enviou uma equipe de seis atletas para competir nos Jogos Olímpicos de Verão de 2012, em Londres, na Grã-Bretanha.

## Desempenho

### Atletismo(2 atletas)
Masculino
| Atleta            | Evento | Preliminares | Preliminares | Quartas | Quartas | Semifinais  | Semifinais  | Final       | Final       |
| Atleta            | Evento | Marca        | Posição      | Marca   | Posição | Marca       | Posição     | Marca       | Posição     |
| ----------------- | ------ | ------------ | ------------ | ------- | ------- | ----------- | ----------- | ----------- | ----------- |
| Jean-Yves Esparon | 200 m  | 21s99        | 52º          |         |         | Não avançou | Não avançou | Não avançou | Não avançou |

Feminino
| Atleta        | Evento          | Preliminares | Preliminares | Quartas | Quartas | Semifinais | Semifinais | Final       | Final       |
| Atleta        | Evento          | Marca        | Posição      | Marca   | Posição | Marca      | Posição    | Marca       | Posição     |
| ------------- | --------------- | ------------ | ------------ | ------- | ------- | ---------- | ---------- | ----------- | ----------- |
| Lissa Labiche | Salto em altura | 1,85m        | 20º          |         |         |            |            | Não avançou | Não avançou |

### Boxe(1 atleta)
Masculino
| Atleta           | Evento    | Fase de 32           | Oitavas              | Quartas              | Semifinais           | Final                | Pos.        |
| Atleta           | Evento    | Adversário resultado | Adversário resultado | Adversário resultado | Adversário resultado | Adversário resultado | Pos.        |
| ---------------- | --------- | -------------------- | -------------------- | -------------------- | -------------------- | -------------------- | ----------- |
| Andrique Allisop | Peso leve | IND Bhagwan D 8–18   | Não avançou          | Não avançou          | Não avançou          | Não avançou          | Não avançou |

### Judô(1 atleta)
Masculino
| Atleta          | Evento  | Preliminares         | Fase de 32           | Oitavas              | Quartas              | Semifinais           | Repescagem           | Bronze               | Final                | Pos.        |
| Atleta          | Evento  | Adversário resultado | Adversário resultado | Adversário resultado | Adversário resultado | Adversário resultado | Adversário resultado | Adversário resultado | Adversário resultado | Pos.        |
| --------------- | ------- | -------------------- | -------------------- | -------------------- | -------------------- | -------------------- | -------------------- | -------------------- | -------------------- | ----------- |
| Dominic Dugasse | -100 kg | NED Grol D 0000–1001 | Não avançou          | Não avançou          | Não avançou          | Não avançou          | Não avançou          | Não avançou          | Não avançou          | Não avançou |

### Natação(2 atletas)
Masculino
| Atleta(s)     | Evento      | Eliminatórias | Eliminatórias | Semifinal   | Semifinal   | Final       | Final       |
| Atleta(s)     | Evento      | Tempo         | Posição       | Tempo       | Posição     | Tempo       | Posição     |
| ------------- | ----------- | ------------- | ------------- | ----------- | ----------- | ----------- | ----------- |
| Shane Mangroo | 100 m livre | 56s46         | 50º           | Não avançou | Não avançou | Não avançou | Não avançou |

Feminino
| Atleta(s)         | Evento      | Eliminatórias | Eliminatórias | Semifinal   | Semifinal   | Final       | Final       |
| Atleta(s)         | Evento      | Tempo         | Posição       | Tempo       | Posição     | Tempo       | Posição     |
| ----------------- | ----------- | ------------- | ------------- | ----------- | ----------- | ----------- | ----------- |
| Aurelie Fanchette | 200 m livre | 2m23s49       | 35º           | Não avançou | Não avançou | Não avançou | Não avançou |

Legenda
| Recorde mundial      | Recorde mundial (World record)               |                       | Recorde africano                      | Recorde africano (African) |                                           | Q | Classificado por posição (Qualified) |
| Recorde olímpico     | Recorde olímpico (Olympic record)            | Recorde da América    | Recorde da América (Americas)         | q                          | Classificado por melhor tempo (Qualified) |   |                                      |
| Melhor marca do ano  | Melhor marca do ano (World leading)          | Recorde asiático      | Recorde asiático (Asian)              | DNS                        | Não largou (Did not start)                |   |                                      |
| Recorde nacional     | Recorde nacional (National record)           | Recorde europeu       | Recorde europeu (European)            | DNF                        | Não terminou (Did not finish)             |   |                                      |
| Recorde pessoal      | Recorde pessoal do atleta (Personal best)    | Recorde da Oceania    | Recorde da Oceania (Oceania)          | DSQ / DQ                   | Desclassificado (Disqualified)            |   |                                      |
| Recorde da temporada | Recorde da temporada do atleta (Season best) | Recorde sul-americano | Recorde sul-americano (South America) | NM                         | Sem marca (No mark)                       |   |                                      |